# Pan American Stadium (Nova Orleãs)
O Pan American Stadium é um estádio multiuso com capacidade para 5.000 lugares, localizado no City Park, em Nova Orleães, Louisiana . É usado para futebol, futebol, lacrosse e rúgbi .  Atualmente é a casa do New Orleans Jesters da National Premier Soccer League (NPSL)  e do Motagua New Orleans da Gulf Coast Premier League . O estádio também é palco de partidas de futebol da LHSAA

## História
Em 2005, o furacão Katrina inundou o estádio. Foi renovado e reaberto em 2008. Uma superfície de jogo FieldTurf foi instalada no estádio, junto com novas arquibancadas, nova cabina de imprensa, novo placar e vestiários reformados. As reformas foram fornecidas em parte pelo Fundo de Futebol Juvenil da Liga Nacional de Futebol em nome do New Orleans Saints .
A Allstate Sugar Bowl Collegiate Lacrosse Series foi realizada no estádio de 2011–2015.  
Em 2015, o estádio sediou o campeonato estadual de rugby do ensino médio. 